# 吉田虎之助
吉田 虎之助（よしだ とらのすけ、1868年10月11日〈明治元年8月26日〉 - 1945年〈昭和20年〉9月9日）は、日本の政治家、衆議院議員（2期）。

## 経歴
滋賀県出身。京都林双塾で学ぶ。農業を営み、吉田区長、常盤村（現草津市）会議員、栗太郡会議員となる。また、栗太郡農会、滋賀県治水会各幹事、琵琶湖水産販売購買組合、近江水産組合各組合長を務めた。ほかに琵琶湖真珠（株）を創立し、淡水真珠の研究及び養殖事業に尽力した。
1899年（明治32年）10月から1903年（明治36年）9月まで滋賀県会議員を1期務めた。また、1899年10月28日から1902年（明治35年）8月9日までと、同年10月10日から1908年（明治41年）1月10日まで常盤村長を務めた。
1908年（明治41年）の第10回衆議院議員総選挙において滋賀県郡部から立憲政友会公認で立候補して当選した。つづく1912年（明治45年）の第11回衆議院議員総選挙でも再選した。衆議院議員を2期務め、1915年（大正4年）の第12回衆議院議員総選挙には出馬しなかった。大浦事件で1916年（大正5年）に懲役2か月、執行猶予3年、追徴金1000円の判決を受けた。これにより勲七等及び大礼記念章を褫奪された。1945年に死去した。